# Panské Dubenky
Panské Dubenky (německy Herrn Dubenken) jsou obec v okrese Jihlava v Kraji Vysočina. Žije zde 137 obyvatel.
Obec leží čtrnáct kilometrů západně od Telče v Javořické vrchovině na mírném JV svahu ostrožny ohraničené na západě Doubravským potokem a na východě Hamerským potokem. Východně od obce se nachází protáhlý Šerý rybník (na Hamerském potoce), na jehož jižním konci pokračuje pod mlýnem při hrázi část obce nazývaná Perka.

## Název
Název se vyvíjel od varianty Dubenky (1355), de Dubenek (1360), Dubenka (1385), Dubenky (1437, 1448, 1678, 1718), Herrn Dubenky (1751) až k podobám Herrn Dubenky a Panské Dubenky v letech 1846 a 1872. Místní jméno je odvozeno od slova Dubenka a přídavných jmen dubná a dubová, znamená ves, hora, říčka. Přívlastek panské či německy Herrn je poprvé zmíněn v roce 1751, tedy v době, kdy vesnici získal rod Slavatů z Chlumu.

## Historie
První písemná zmínka o obci pochází z roku 1350. K roku 1355 je doložena podoba názvu Dubenky (in villa Dubenkach).

## Přírodní poměry
Nachází se sedm kilometrů jihovýchodně od Žirovnice a 5,5 kilometru od Počátek. Geomorfologicky obec leží na rozmezí Křemešnické vrchoviny a Javořické vrchoviny a jejich podcelků Jindřichohradecká pahorkatina, Jihlavské vrchy a Novobystřická vrchovina, v jejichž rámci spadá pod geomorfologické okrsky Žirovnická pahorkatina, Studenská pahorkatina a Řásenská vrchovina. Průměrná nadmořská výška činí 627 metrů. Nejvyšší bod o nadmořské výšce 655 metrů se nachází severovýchodně od obce. Panskými Dubenkami protéká Hamerský potok, na němž se rozkládají rybníky Kudrnův rybník, Šerý rybník, Pazderenský rybník. Západně od obce teče Doubravský potok, na němž na katastru Panských Dubenek leží rybník Kazimír.

## Obyvatelstvo
Podle sčítání 1930 zde žilo v 62 domech 405 obyvatel. 388 obyvatel se hlásilo k československé národnosti a 2 k německé. Žilo zde 355 římských katolíků, 41 evangelíků a 4 příslušníci Církve československé husitské.
| Rok            | 1869 | 1880 | 1890 | 1900 | 1910 | 1921 | 1930 | 1950 | 1961 | 1970 | 1980 | 1991 | 2001 | 2011 | 2021 |
| -------------- | ---- | ---- | ---- | ---- | ---- | ---- | ---- | ---- | ---- | ---- | ---- | ---- | ---- | ---- | ---- |
| Počet obyvatel | 319  | 328  | 306  | 344  | 372  | 356  | 405  | 255  | 263  | 211  | 168  | 132  | 139  | 98   | 120  |
| Počet domů     | 45   | 53   | 52   | 52   | 52   | 55   | 62   | 67   | 66   | 62   | 51   | 49   | 49   | 59   | 62   |

## Obecní správa a politika

### Základní sídelní jednotky
Obec leží na katastrálním území Panské Dubenky a člení se na dvě základní sídelní jednotky – Panské Dubenky a Perka.

### Zastupitelstvo a starosta
Obec má sedmičlenné zastupitelstvo, v jehož čele stojí starosta Teodor Vyhlídal.
| Období    | Voliči | Účast v % | Mandáty | Výsledky                    | Starosta        |
| --------- | ------ | --------- | ------- | --------------------------- | --------------- |
| 2006–2010 | 105    | 61,90     | 7       | 7 Za lepší život na venkově | Teodor Vyhlídal |
| 2010–2014 | 92     | 58,70     | 7       | 7 Za lepší život na venkově | Teodor Vyhlídal |
| 2014–2018 | 89     | 64,04     | 7       | 7 Za lepší život na venkově | Teodor Vyhlídal |

### Obecní symboly
Znak a vlajka byly obci uděleny rozhodnutím předsedkyně Poslanecké sněmovny Parlamentu České republiky dne 18. května 2012. Znak: Ve stříbrno-červeně polceném štítě hrot opačných barev, v něm vztyčený zelený dubový list. Vlajka: List tvoří dva vodorovné pruhy, bílý a červený, s děleným žerďovým klínem opačných barev s vrcholem na vlajícím okraji listu. V klínu zelený dubový list řapíkem k žerďovému okraji. Poměr šířky k délce listu je 2 : 3.

## Hospodářství a doprava
V obci sídlí obchod firmy Jednota, spotřební družstvo v Kamenici nad Lipou. Obcí prochází silnice II. třídy č. 134 z Horní Olešné do Býkovce a č. 409 z Horní Vilímče do Domašína a komunikace III. třídy č. 1315 do Zahrádek. Dopravní obslužnost zajišťují dopravci ICOM transport a ČSAD Jindřichův Hradec. Autobusy jezdí ve směrech Jindřichův Hradec, Jarošov nad Nežárkou, Strmilov, Studená, Telč, Pelhřimov, Horní Cerekev, Horní Ves, Počátky, Žirovnice, Popelín, Horní Vilímeč, Třešť, Jihlava a Batelov.

## Školství, kultura a sport
Místní děti dojíždějí do základní školy v Počátkách. V obci působí Sbor dobrovolných hasičů Panské Dubenky.

## Pamětihodnosti
- Kostel Zjevení Páně